# Station Budzieszowce
Station Budzieszowce was een spoorwegstation in de Poolse plaats Budzieszowce.